# Black LOVEz
『Black LOVEz』(ブラック ラブズ)は、TOKYO MXで2022年から放送されている、ジャパンラグビーリーグワン・リコーブラックラムズ東京の公式応援特別番組である。

## 概要
ラグビーフリークもにわかファンもブラックラムズ東京への愛が止まらなくなるようお送りする応援番組。

## 出演者
- 平子祐希（アルコ＆ピース）- MC
- 澄川サラ（浦野芽良） - アシスタント・ロケリポーター
- リコーブラックラムズ東京の選手・スタッフ

## 放映リスト
| 回数  | 放送日        | 放送時間      |
| ----- | ------------- | ------------- |
| 第1回 | 2022年1月3日  | 20:00 - 20:30 |
| 第2回 | 2022年3月31日 | 18:30 - 19:00 |
| 第3回 | 2022年6月19日 | 20:30 - 21:00 |